# Marcação de núcleo (gramática)
Uma língua com marcação de núcleo é aquela cuja marcação gramatical mostra concordância entre palavras diferentes de uma frase e tende a ser colocadas nas “cabeças” (ou núcleos ) dessa frase em vez de modificadores  ou dependentes. Muitas linguagens empregam a marcação de cabeça e marcação dependente, e algumas linguagens duplicam e são, portanto, de marcação dupla]. O conceito de cabeça/marcação dependente foi proposto por Johanna Nichols em 1986 e passou a ser amplamente utilizado como uma categoria básica em tipologia linguística.
Os conceitos de marcação de cabeça e marcação dependente são comumente aplicados a idiomas que têm morfologia flexional bem mais rica do que Inglês ou Português. Existem, no entanto, alguns tipos de concordância em inglês que podem ser usados para ilustrar essas noções. As seguintes representações gráficas de uma cláusula, uma frase nominal e uma frase preposicional envolvem concordância. As três estruturas de árvore mostradas são aquelas de uma gramática de dependência (em oposição àquelas de uma gramática de estrutura de frase):
Cabeças e dependentes são identificados pela hierarquia real das palavras, e os conceitos de marcação de cabeça e marcação dependente estão indicados com as setas. A concordância sujeito-verbo, mostrada na árvore à esquerda, é um caso de marcação de cabeça porque o sujeito singular John requer que o sufixo flexional -s apareça no verbo finito cheats , cabeça da cláusula. A concordância entre determinante-substantivo, mostrada na árvore no meio, é um caso de marcação dependente porque o substantivo plural casas exige que o determinante dependente apareça em sua forma plural these, não em seu singular forma isto. A concordância preposição-pronome de caso governativo, mostrada na árvore à direita, também é uma instância de marcação dependente porque a preposição principal com requer que o pronome dependente apareça em sua forma de objeto  ele, não em sua forma de sujeito ele.

## Frases nominais e verbais
A distinção entre marcação de cabeça e marcação dependente mostra mais em frases nominais e frases verbais, que têm variação significativa entre e dentro das línguas.
| Tipo de frase           | Cabeça                                        | Dependentes                        | Mapa de distribuição global (WALS)       |
| ----------------------- | --------------------------------------------- | ---------------------------------- | ---------------------------------------- |
| Substantivos            | Adjetivos, Possessivos, cláusla relativa,etc. | Marking in Possessive Noun Phrases |                                          |
| Frase Verbal (Teoria A) | Verbo                                         | Argumentos dos Verbos              | Marking in the Clause: Head-marking      |
| Frase Verbal (teoria B) | Sujeito                                       | Verbos                             | Marking in the Clause: Dependent-marking |

As línguas podem ser a marcação de cabeça em frases verbais e a marcação dependente em frases nominais, como a maioria das línguas bantas, ou vice-versa, e tem sido argumentado que o sujeito, e não o verbo, é o núcleo de uma oração. "head-marking" não é necessariamente uma tipologia coerente. Ainda assim, os idiomas que marcam a cabeça em frases nominais e verbais são comuns o suficiente para tornar o termo útil para a descrição tipológica.

## Geografia
As frases nominais possessivas marcadas com a cabeça são comuns nas Américas e na Melanésia e infrequentes em outros lugares. Os sintagmas nominais marcados como dependentes têm uma distribuição complementar e são frequentes em África, Eurásia, Austrália e Nova Guiné, a única área onde os dois tipos se sobrepõem sensivelmente. A possessão duplamente marcada é rara, mas encontrada em idiomas ao redor da periferia da Eurásia, como Finlandês, nos Himalaias, e ao longo da costa  do Pacífico da América do Norte. Posse de marcação zero também é incomum com instâncias encontradas principalmente nas proximidades do  equador, mas não forma nenhum cluster verdadeiro.
A cláusula marcada por cabeça é comum nas línguas das Américas,da Austrália, da  Nova Guiné e as Bantas, mas é muito rara em outros locais. A cláusula marcada por dependentre é comum na Eurásia e no Norte da África, esparsa na América do Sul e rara na América do Norte. Na Nova Guiné, agrupa-se nas Terras Altas Orientais, na Austrália, no sul, leste e interior, com a muito antiga família Pama-Nyungan. A marcação dupla é moderadamente bem atestada nas Américas, Austrália e Nova Guiné, e na margem sul da Eurásia (principalmente nas línguas caucasianas e enclaves das montanhas do Himalaia), e particularmente favorecida na Austrália e nas Américas mais ocidentais. O objeto marcado com zero é, sem surpresa, comum em Sudeste Asiático e África Ocidental, dois centros de simplicidade morfológica, mas também muito comum na Nova Guiné e moderadamente comum na África Oriental e América Central e na América do Sul, entre as línguas de média ou alta complexidade morfológica.
A distribuição da marcação de núcleo ao longo dos litorais leste oeste do Pacífico pode refletir as consequências dos movimentos populacionais começando há dezenas de milhares de anos o seu efeito fundador. A língua kusunda tem vestígios no Himalaia e há enclaves caucasianos, ambos talvez remanescentes da dispersão dessa tipologia linguística anteriores de às famílias linguísticas da Eurásia interior. O tipo de marcação dependente é encontrado em todos os locais, mas é  raro nas Américas, possivelmente outro resultado dos efeitos fundadores. Nas Américas, todos os quatro tipos são encontrados ao longo da costa do Pacífico, mas no leste, apenas a marcação de cabeça é comum. Ainda não se sabe se a diversidade de tipos ao longo da costa do Pacífico reflete uma grande idade ou uma sobreposição de colonizações euro-asiáticas mais recentes em um estrato americano anterior.

## Bibliobrafia
- Ágel, V., L. Eichinger, H.-W. Eroms, P. Hellwig, H. Heringer, and H. Lobin (eds.) 2003/6. Dependency and Valency: An International Handbook of Contemporary Research. Berlin: Walter de Gruyter.
- Nichols, J. 1986. "Head-marking and dependent-marking grammar," in Language 62, 1, 56-119.
- Nichols, J. 1992. Linguistic Diversity in Space and Time. Chicago: University of Chicago Press.